# 세형동검

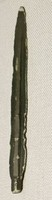
한국식동검 또는 좁은 놋단검이라 부르기도 한다.(경기도박물관소장)

세형동검(細形銅劍)은 청동기 시대와 초기 철기시대의 동검이다. 한국, 일본, 연해주에서 발견된다. 기원전 1500년 이후에서 기원 전후에 걸친 초기 철기시대를 대표하는 표지 유물 중 하나였다.
그 형태에 따라 세형동검과 세형동과(銅戈, 크리스식 동검)로 나뉜다. 세형동검은 검신(劍身)이 매우 좁고 자루(劍莖)가 짧은 30cm 정도의 길이를 가진 단검이다. 끝은 뾰족하고 전체의 주성(鑄成)이 중후하며 동의 질이 견고하고 날이 날카로워 이기(利器)로서 적합하다. 검신과 자루(劍把)가 분리되고 검신기부(劍身基部) 가까이에 홈이 패어 있다. 분포는 전국에 걸쳐 있으며 지석묘나 옹관, 또는 목관을 넣었던 고분의 부장품(副葬品)으로 많이 발굴되고 있다.

각종 청동검의 분포

일본에서는 규슈 북부에서 많이 발견되며, 일본 열도에서 2006년까지 194개가 출토되었다. 현(縣)별로는 후쿠오카현에서 80개, 사가현에서 41개, 나가사키현에서 24개, 에히메현에서 8개, 야마구치현과 가가와현에서 각각 7개, 오카야마현과 오이타현에서 각각 6개, 고치현에서 4개, 시마네현과 구마모토현에서 각각 2개, 나가노현, 아이치현, 교토부, 효고현, 히로시마현, 도쿠시마현, 오키나와현에서 각각 1개가 출토되었다. 하라노쓰지 유적, 요시노가리 유적, 요시타케타카기 유적 등에서 많이 발견되고 있다.

## 같이 보기
- 한국의 청동기 시대
- 한국의 철기 시대
- 비파형동검